# Lusignanové
Lusignanové pocházejí z kraje Poitou v západní Francii a rod je znám již od 10. století. Od konce 11. století se z malého bezvýznamného rodu stal jeden z nejvýznamnějších šlechtických rodů v oblasti, s centrem na hradě Lusignan. Ke konci 12. století se mladší členové rodu prostřednictvím sňatků zmocnili koruny v křižáckém Jeruzalémském království a na počátku 13. století po pádu Jeruzaléma bývalý jeruzalémský král Guy de Lusignan vybudoval další křižácké království na Kypru, zatímco hlavní rodová větev držela hrabství La Marche a Angoulême. Křižáčtí princové na Blízkém východě se brzy příbuzensky spojili s hethumovskými vládci v Arménském království, na jehož trůn první panovník z rodu Lusignanů nastoupil roku 1342. Arménská a kyperská rodová větev se později sloučily a po dobytí jejich zemí osmanskými Turky v Asii nakonec vymřely.

## Původ

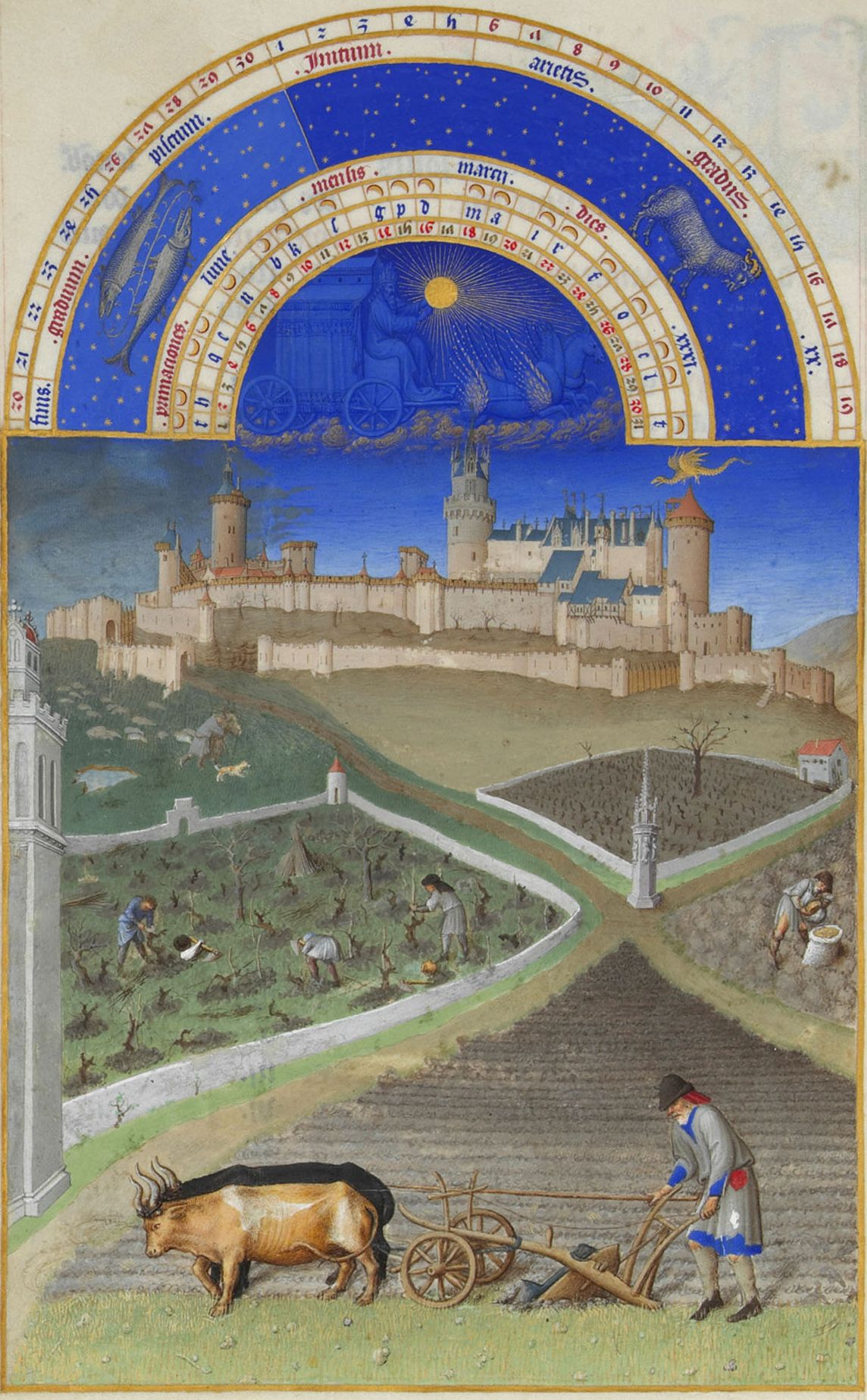
Hrad Lusignan i s vílou Meluzínou nad věží v iluminaci Přebohatých hodinek vévody z Berry z počátku 15. století

Rod Lusignan pochází z hradu Lusignan v Poitou, poblíž Poitiers, který byl ve své době jedním z největších hradů ve Francii. Hrad byl zničen během válek o dědictví a zbyly z něj pouze zříceniny. Podle pověsti z raných středověkých dob byl hrad vybudován bájnou vílou Meluzínou. Páni hradu Lusignan byli hrabaty z La Marche a často bojovali s hrabaty z Angoulême. Hrabě Hugo le Brun ("Hugo Snědý"), stejně jako většina baronů v Poitou podporoval Artura z Bretaně coby dědice po anglickém králi Richardu I. poté, co se v roce 1199 Jan Bezzemek stal králem Anglie. Eleonora Akvitánská poté vyjednala jejich podporu pro Jana Bezzemka. Pro zabezpečení své pozice v La Marche ovdovělý Hugo uspořádal zásnuby s dcerou svého příštího rivala z Angoulême, která byla v té době ještě dítě. Nicméně v srpnu roku 1200 se Jan skutečně oženil a odměnit Huga a jeho bratra z Eu a Normandie jaksi zapomněl.
Dotčení Lusignanové proto vypověděli Anglii poslušnost a přísahali svou věrnost Filipu II., králi Francie. Jako spojencům se Lusignanům podařilo zadržet Artura i Eleonoru. Jan na to reagoval tak, že v červenci 1202 překvapil jejich nepřipravené síly v hradu Mirabeau a převzal si Hugovy zajatce spolu s dvěma sty obránci z Poitou. Janovo kruté zacházení se zajatci se nakonec obrátilo proti němu a francouzští baroni, kteří se spojili s Angličany, začali dezertovat ve velkém. Tak lusignanská povstalecká diplomacie přímo vedla ke ztrátě poloviny anglických lén ve Francii, které byly brzy připojeny králem Filipem Augustem k francouzskému království.

## Heraldika

erb Lusignanů jako králů Kypru
erb Viléma z Valence, hraběte z Pembroku